# Зеленчукский район
Зеленчу́кский райо́н — административно-территориальная единица и муниципальное образование (муниципальный район) в составе Карачаево-Черкесской Республики Российской Федерации.
Административный центр — станица Зеленчукская.

## География

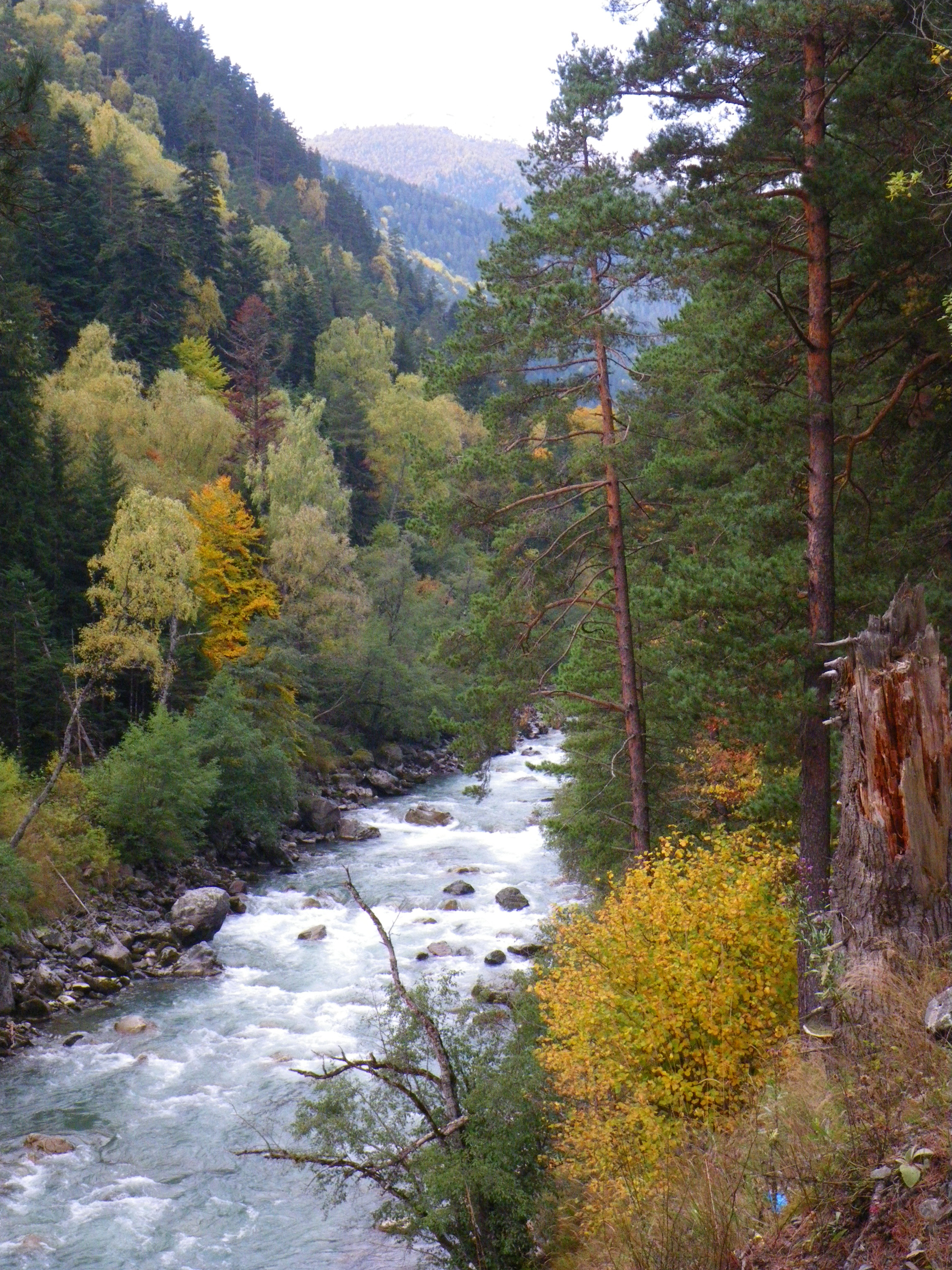
Ущелье реки Большой Зеленчук

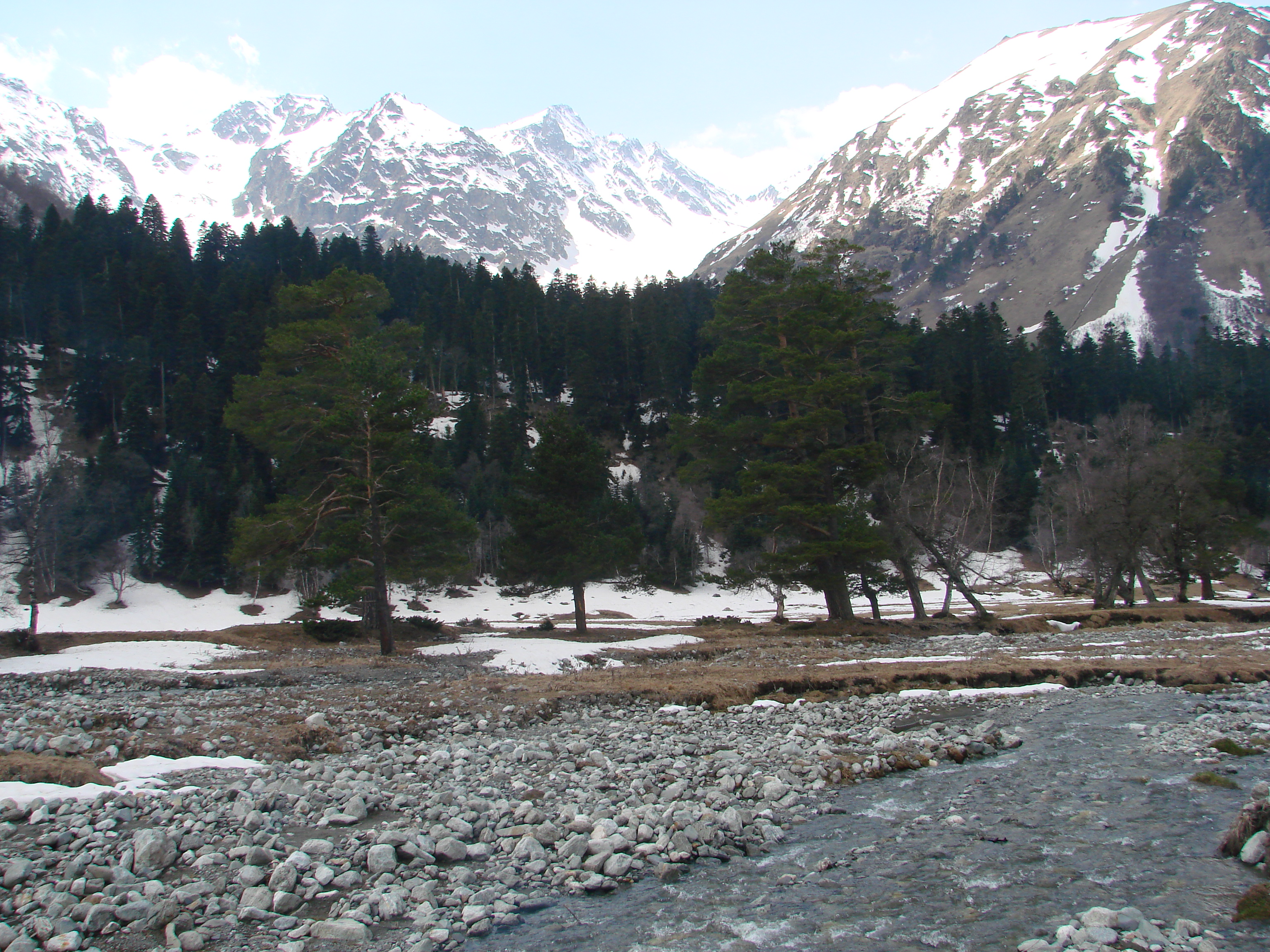
В верховьях реки София

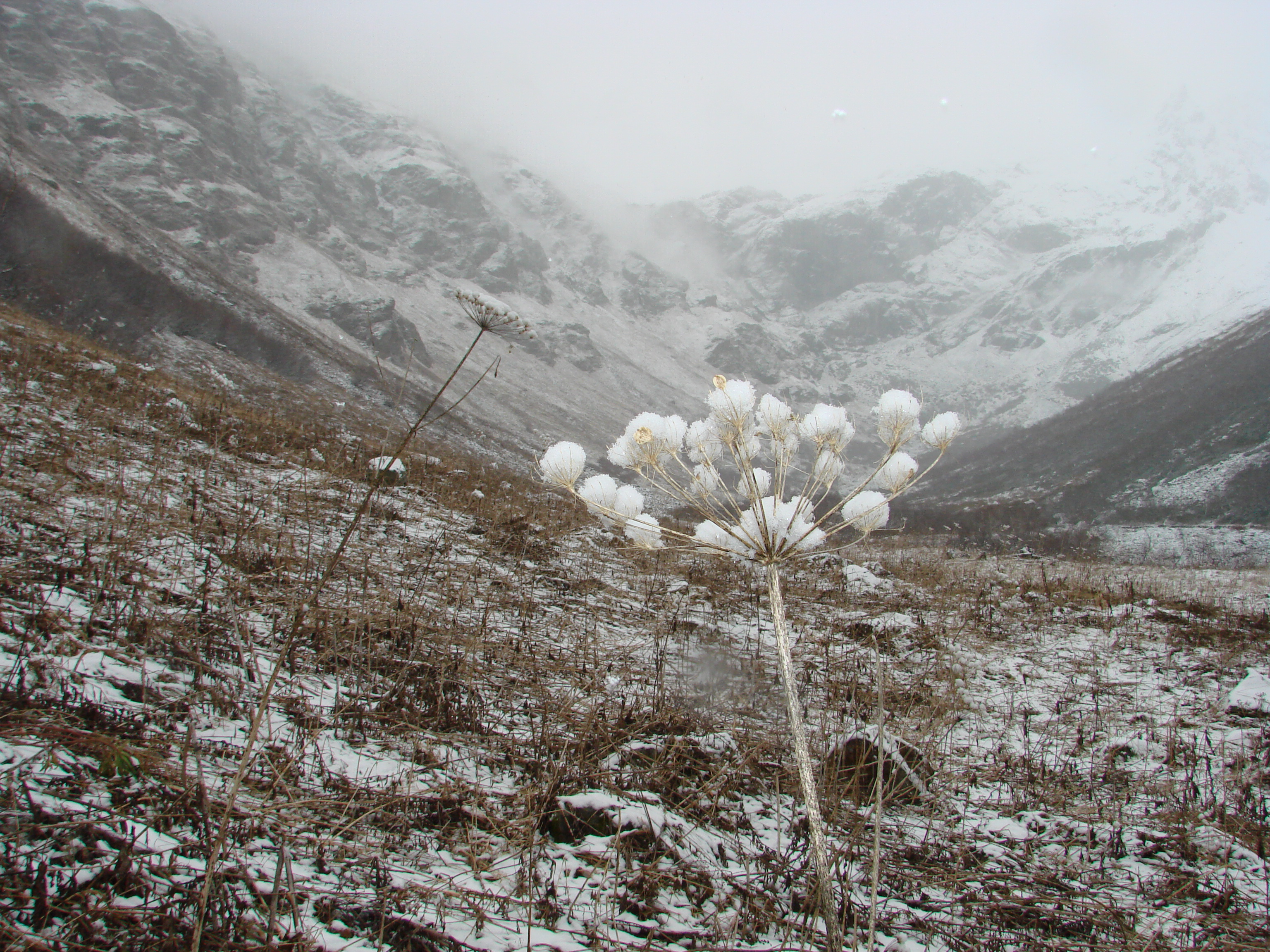
У подножия ледника

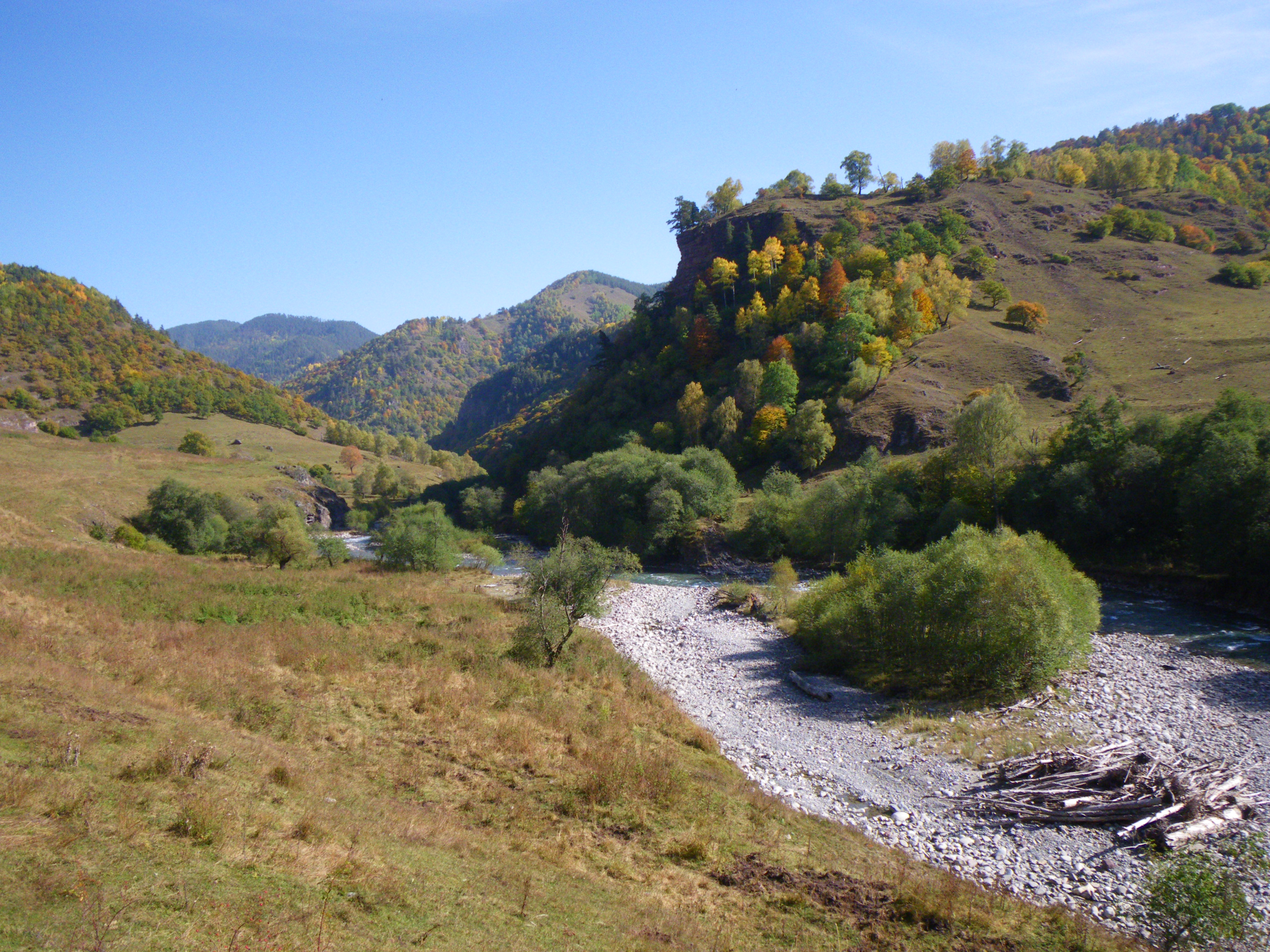
Один из притоков реки Аксаут

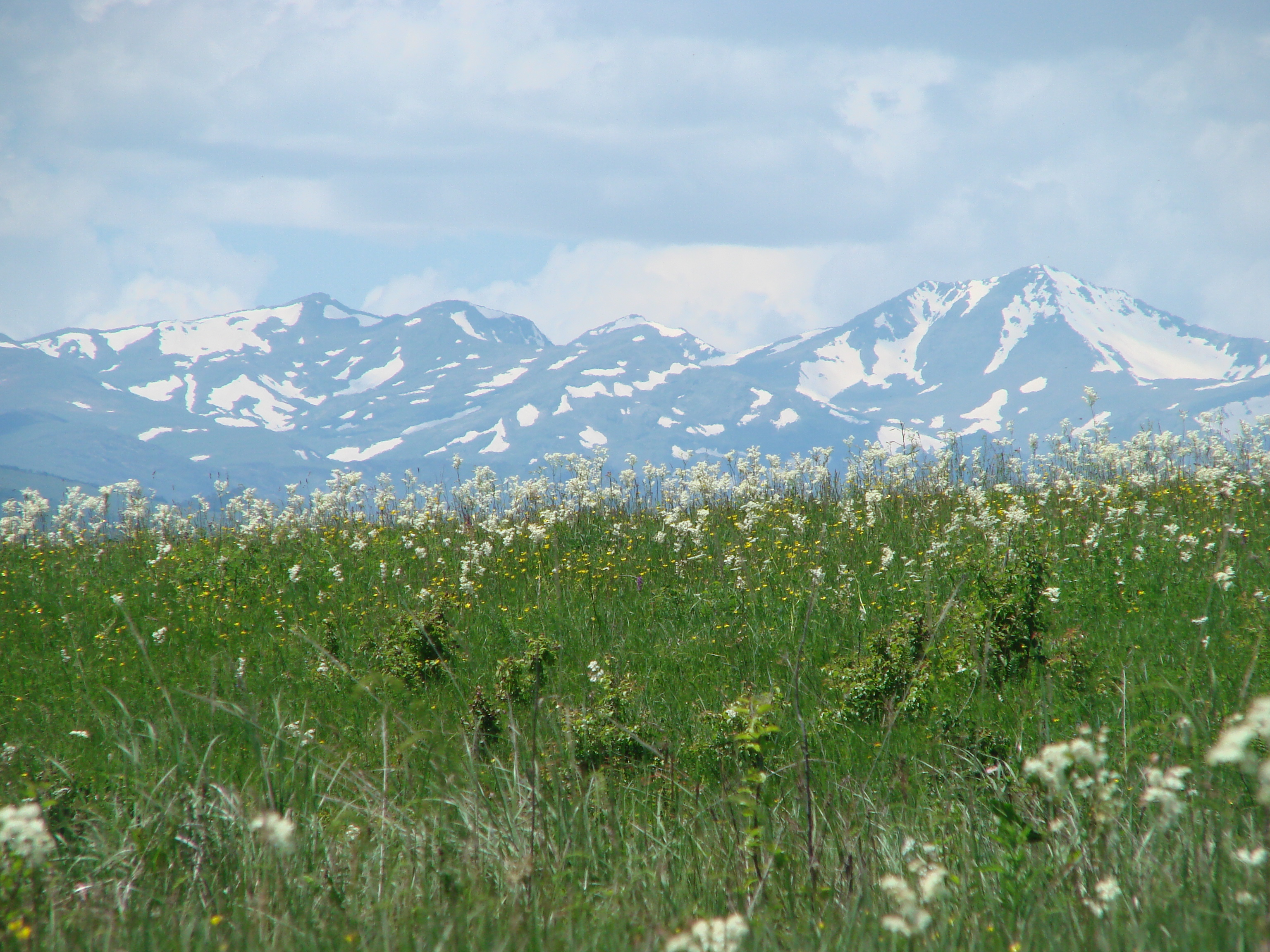
Вид на горы от окрестностей станицы Зеленчукской

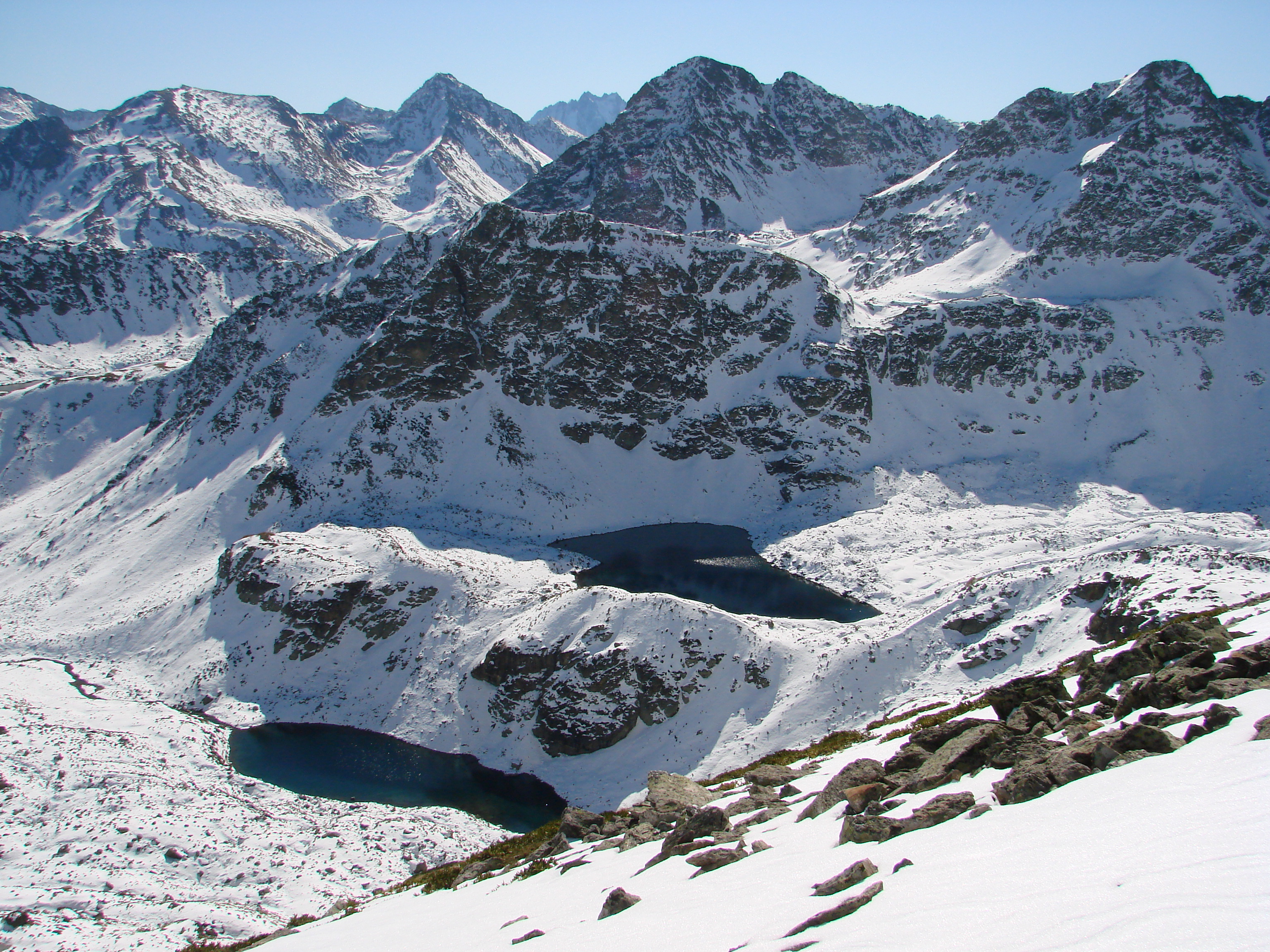
Дуккинские озёра

Зеленчукский район расположен в юго-западной части республики. Площадь территории района составляет 2930,72 км².

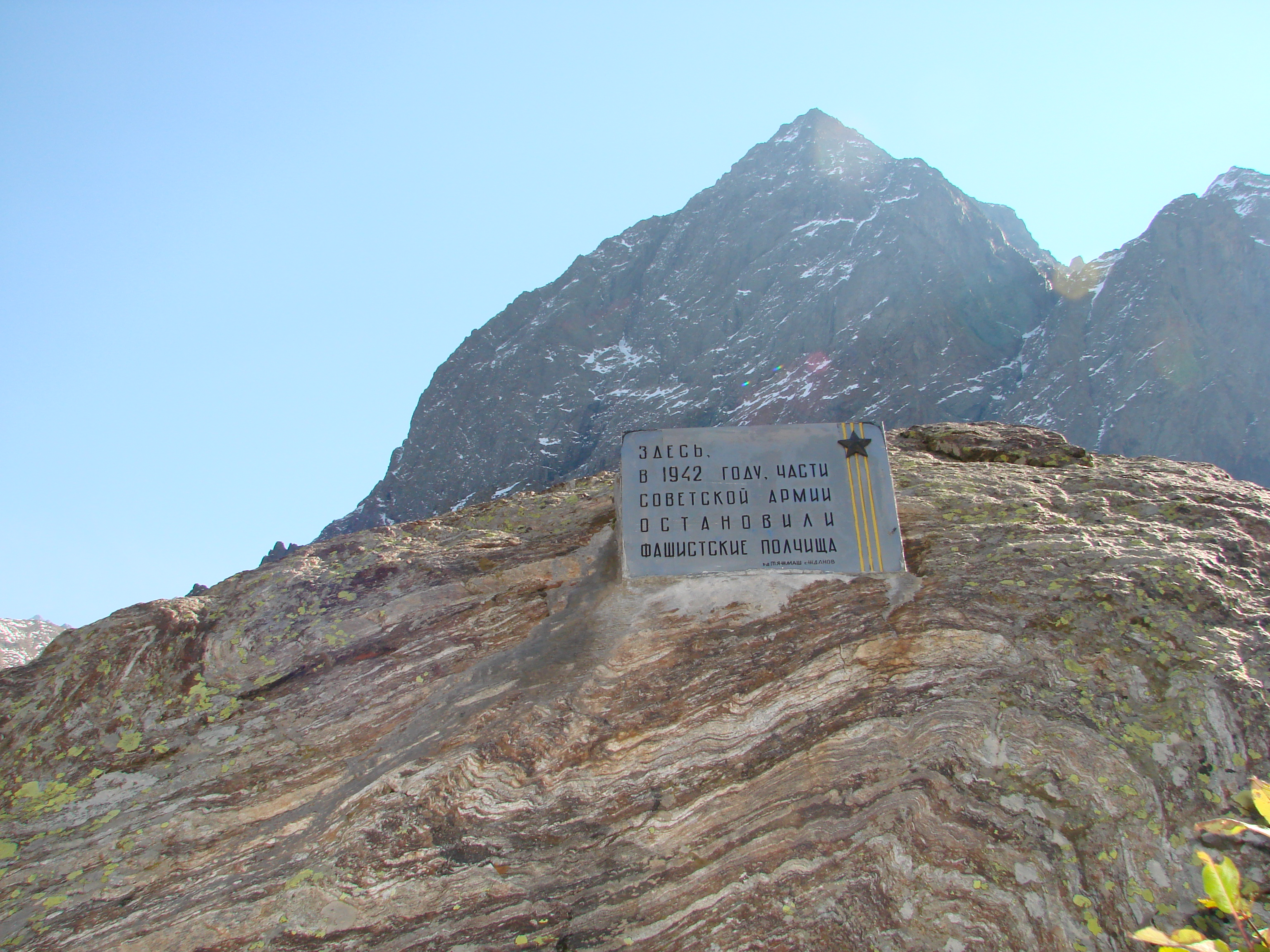
На перевале Наур у истоков реки Псыш

## История
В 1922 году территория современного Зеленчукского района вошла в состав образованной Карачаево-Черкесской автономной области. В 1926 году Карачаево-Черкесская автономная область была разделена на Карачаевскую автономную область и Черкесский национальный округ (с 1928 года — Черкесская автономная область), а Баталпашинский район был передан в состав Армавирского округа Северо-Кавказского края. На момент проведения переписи населения (17 декабря 1926 года) в состав Хумаринского района Карачаевской АО входили Архызский, Ермоловский (в том числе нынешняя Нижняя Ермоловка), Красно-Карачаевский (верховья реки Аксаут), Марухский, Морхский (долина реки Маруха), Пантелеймоновский (в том числе нынешний Нижний Архыз), Хасаут-Греческий и Хуссы-Кардоникский сельсоветы.
В 1931 году Баталпашинский район был упразднён. В числе нескольких сельсоветов, переданных из него в Черкесскую АО, был и Сторожевой сельсовет. В состав Карачаевской АО перешли, среди прочих, Зеленчукский и Кардоникский сельсоветы. Исправненский и Фроловский сельсоветы сначала были переданы в Отрадненский район Северо-Кавказского края, а впоследствии, после его разукрупнения, вошли в Удобненский район.
В том же 1931 году в составе Карачаевской автономной области был образован Зеленчукский район с центром в станице Зеленчукской. В 1938 году Исправненский и Фроловский сельсоветы перешли из Удобненского района во вновь образованный Кировский район Черкесской АО, где станица Исправная была избрана районным центром. Кроме неё и хутора Фроловского, в Кировском районе оказались станица Сторожевая и хутор Ново-Исправненский из Хабезского района автономной области.
19 сентября 1932 года из Черкесской автономной области в Зеленчукский район был передан Пантелеймоновский с/с.
31 января 1939 года из Зеленчукского района в Преградненский был передан Пантелеймоновский с/с.
В 1943 году в связи с депортацией карачаевцев и упразднением Карачаевской автономной области район был передан в подчинение Ставропольскому краю. 16 марта 1944 года из Зеленчукского района в Кировский район Черкесской автономной области были переданы Пантелеймоновский, Преградненский, Урупский с/с и селение Круглое. В начале 1957 года Черкесская автономная область была преобразована в Карачаево-Черкесскую АО в составе Ставропольского края. Ей были также переданы Зеленчукский, Карачаевский и Усть-Джегутинский районы Ставропольского края.
1 февраля 1963 года были образованы вместо существующих 6 сельских районов: Адыге-Хабльский (центр аул Адыге-Хабль), Зеленчукский (центр станица Зеленчукская), Карачаевский (центр город Карачаевск), Малокарачаевский (центр село Учкекен), Прикубанский (центр станица Усть-Джегутинская), Хабезский (центр аул Хабез).
12 января 1965 года Президиум Верховного Совета РСФСР постановил:
- образовать Урупский район — центр станица Преградная;
- упразднить Урупский промышленный район Карачаево-Черкесской автономной области;
- Адыге-Хабльский, Зеленчукский, Карачаевский, Малокарачаевский, Прикубанский и Хабезский сельские районы Карачаево-Черкесской автономной области преобразовать в районы.

29 октября 1993 года все сельсоветы района были преобразованы в сельские администрации.
В 1997 году в районе было образовано 9 муниципальных образований.
Станица Зеленчукская, центр района, была основана в 1859 году. По данным, приводимым администрацией района, 14 августа 1859 года император Александр II издал указ о наименовании пяти новых станиц на правом крыле Кавказской линии, включая станицу на реке Большой Зеленчук — Зеленчукскую. Распространённая версия связывает название «Зеленчук» с зеленоватым оттенком воды в одноимённой горной реке.
На территории района действует Специальная астрофизическая обсерватория РАН (САО РАН), основанная в июне 1966 года. В её комплекс входят крупные астрономические инструменты: оптический телескоп БТА и радиотелескоп РАТАН-600. В посёлке Нижний Архыз расположен историко-археологический комплекс Нижне-Архызское городище, включающий средневековые аланские храмы. В конце 1999 года в окрестностях Нижнего Архыза было обнаружено наскальное изображение лика Христа, известное как «Архызский лик».
В станице Зеленчукской установлены памятники: обелиск в честь 50-летия основания станицы (1909), борцам за Советскую власть, мемориал павшим в Гражданской и Великой Отечественной войнах, а также памятник на могиле солдат, погибших на Марухском перевале. В станице родился Герой Советского Союза Владимир Петрович Леонов (1924—1945).

## Население
| 1970    | 1979    | 1989    | 2002    | 2010    | 2011    | 2012    | 2013    | 2014    |
| ------- | ------- | ------- | ------- | ------- | ------- | ------- | ------- | ------- |
| 55 472  | ↘51 865 | ↗52 692 | ↗53 414 | ↘51 780 | →51 780 | ↘50 608 | ↘49 668 | ↘49 441 |
| 2015    | 2016    | 2017    | 2018    | 2019    | 2020    | 2021    | 2023    | 2024    |
| ↘49 290 | ↘48 876 | ↘48 159 | ↗48 343 | ↘48 117 | ↗48 339 | ↗54 309 | ↘53 819 | ↘53 555 |
| 2025    |         |         |         |         |         |         |         |         |
| ↘53 414 |         |         |         |         |         |         |         |         |

### Национальный состав
Согласно переписи населения 1959 года, в Зеленчукском районе Карачаево-Черкесской АО русские составляли 75,1 %, карачаевцы — 20 %.
| Народ                 | Численность в 2002 году, чел. | Численность в 2010 году, чел. |
| --------------------- | ----------------------------- | ----------------------------- |
| русские               | 34 585 (64,7 %)               | 31 988 (62,24 %)              |
| карачаевцы            | 16 452 (30,8 %)               | 17 026 (33,13 %)              |
| греки                 | 371 (0,7 %)                   | 301 (0,59 %)                  |
| украинцы              | 438 (0,8 %)                   | 287 (0,56 %)                  |
| армяне                | 222 (0,4 %)                   | 257 (0,50 %)                  |
| цыгане                | 199 (0,4 %)                   | 253 (0,49 %)                  |
| черкесы               | 162 (0,3 %)                   | 151 (0,29 %)                  |
| осетины               | 114 (0,2 %)                   | 113 (0,22 %)                  |
| татары                | 104 (0,2 %)                   | 102 (0,20 %)                  |
| азербайджанцы         | 52 (0,1 %)                    | 65 (0,13 %)                   |
| кумыки                | 41 (0,1 %)                    | 59 (0,11 %)                   |
| абазины               | 53 (0,1 %)                    | 54 (0,11 %)                   |
| кабардинцы            | 28 (0,1 %)                    | 52 (0,10 %)                   |
| ногайцы               | 57 (0,1 %)                    | 50 (0,10 %)                   |
| другие национальности | 536 (1,0 %)                   | 635 (1,24 %)                  |

По итогам переписи населения 2020 года проживали следующие национальности (национальности менее 0,2 % и другое, см. в сноске к строке «Другие»):
| Национальность | Численность, чел. | Доля     |
| -------------- | ----------------- | -------- |
| Русские        | 30 092            | 55,41 %  |
| Карачаевцы     | 21 185            | 39,01 %  |
| Цыгане         | 320               | 0,58 %   |
| Греки          | 215               | 0,39 %   |
| Армяне         | 195               | 0,35 %   |
| Черкесы        | 155               | 0,28 %   |
| Табасараны     | 137               | 0,25 %   |
| Азербайджанцы  | 133               | 0,24 %   |
| Другие         | 1 877             | 3,45 %   |
| Итого          | 54 309            | 100,00 % |

### Половозрастной состав
По данным Всероссийской переписи населения 2010 года:
| Возраст     | Мужчины, чел. | Женщины, чел. | Общая численность, чел. | Доля от всего населения, % |
| ----------- | ------------- | ------------- | ----------------------- | -------------------------- |
| 0 — 14 лет  | 4 883         | 4 829         | 9 712                   | 18,76 %                    |
| 15 — 59 лет | 16 869        | 16 158        | 33 027                  | 63,78 %                    |
| от 60 лет   | 3 329         | 5 711         | 9 040                   | 17,46 %                    |
| не указано  | 1             | 0             | 1                       | 0,002 %                    |
| Всего       | 25 082        | 26 698        | 51 780                  | 100,0 %                    |

Мужчины — 25 082 чел. (48,4 %). Женщины — 26 698 чел. (51,6 %).
Средний возраст населения: 37,4 лет. Средний возраст мужчин: 35,0 лет. Средний возраст женщин: 39,7 лет.
Медианный возраст населения: 35,4 лет. Медианный возраст мужчин: 32,4 лет. Медианный возраст женщин: 38,6 лет.

## Муниципальное устройство
В Зеленчукский муниципальный район входят 9 муниципальных образований со статусом сельского поселения: 
| № | Сельское поселение | Административный центр | Количество населённых пунктов | Население | Площадь, км² |
| - | ------------------ | ---------------------- | ----------------------------- | --------- | ------------ |
| 1 | Архызское          | село Архыз             | 2                             | ↗1363     | 454,81       |
| 2 | Даусузское         | село Даусуз            | 3                             | ↘2085     | 92,29        |
| 3 | Зеленчукское       | станица Зеленчукская   | 2                             | ↘19 888   | 534,94       |
| 4 | Исправненское      | станица Исправная      | 3                             | ↗4991     | 278,25       |
| 5 | Кардоникское       | станица Кардоникская   | 1                             | ↗7594     | 308,64       |
| 6 | Кызыл-Октябрьское  | аул Кызыл-Октябрь      | 1                             | ↗3725     | 195,02       |
| 7 | Марухское          | село Маруха            | 1                             | ↘2228     | 346,59       |
| 8 | Сторожевское       | станица Сторожевая     | 3                             | ↘10 902   | 454,72       |
| 9 | Хасаут-Греческое   | село Хасаут-Греческое  | 1                             | ↗627      | 265,46       |

## Населённые пункты
Распределение населения района
 ст. Зеленчукская (37,46 %) ст. Сторожевая (19,31 %) ст. Кардоникская (14,2 %) ст. Исправная (8,29 %) а. Кызыл-Октябрь (6,97 %) Остальные (13,77 %)

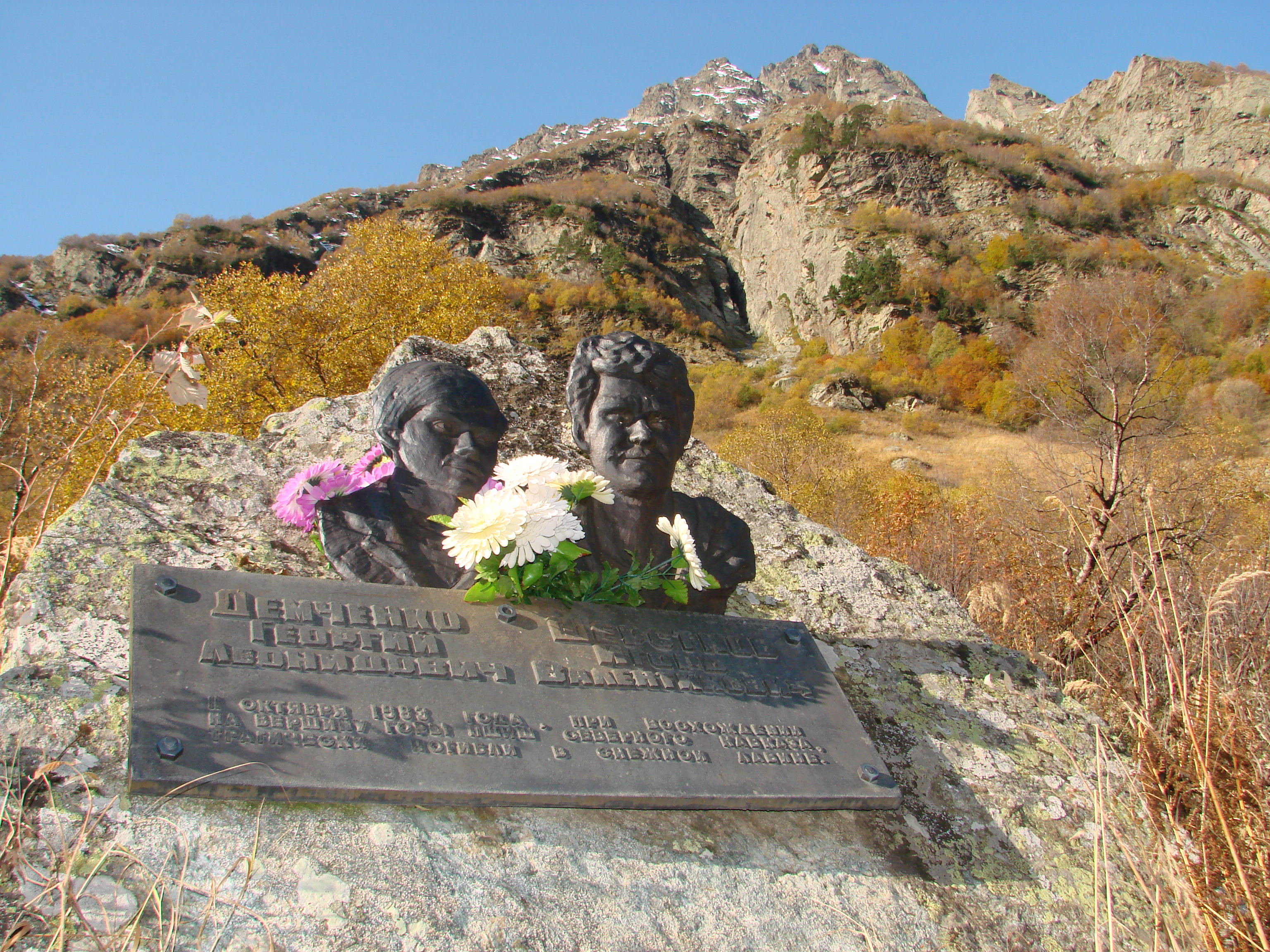
Памятник альпинистам, погибшим при восхождении на гору Пшиш

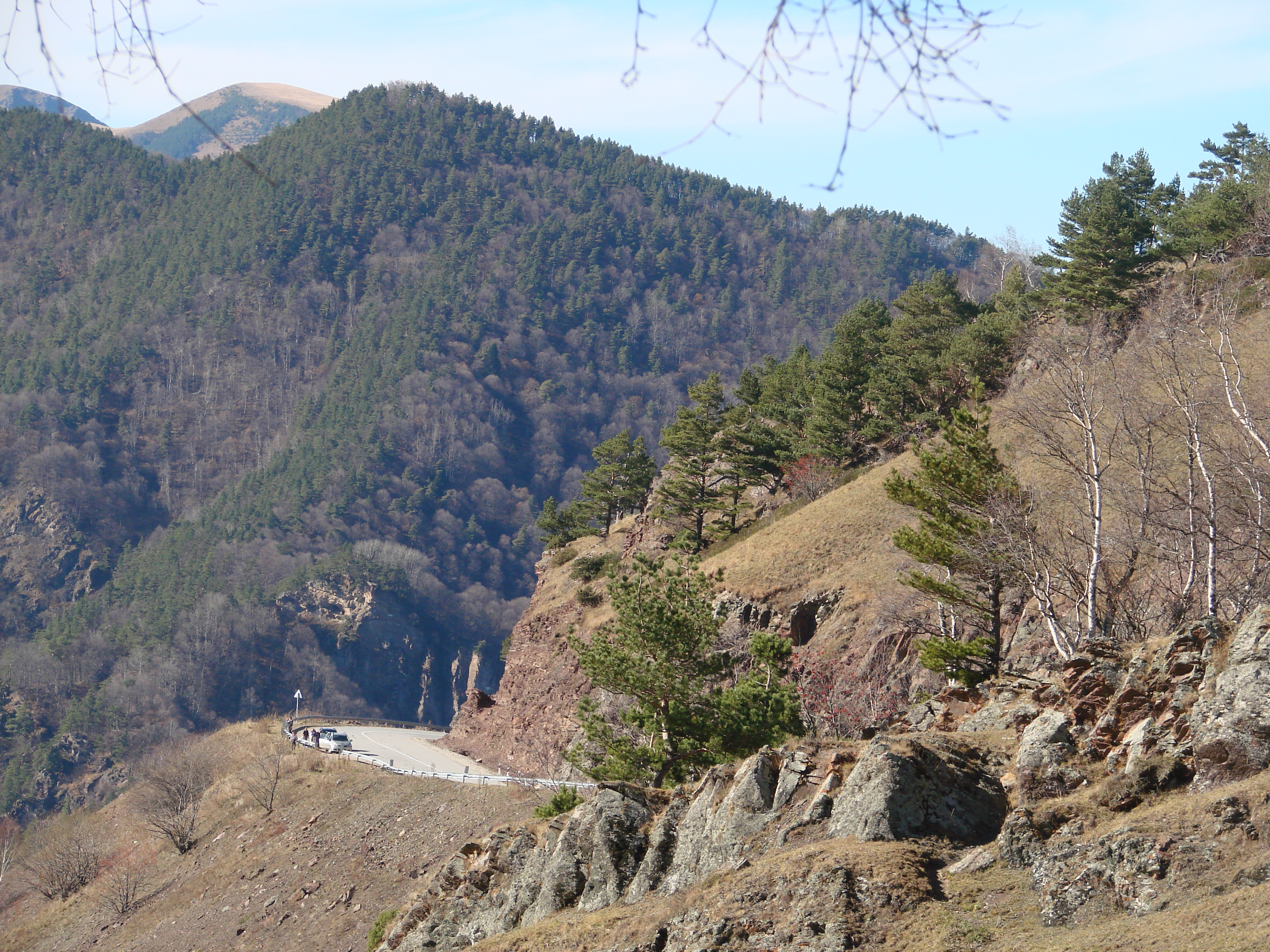
Горы над долиной Большого Зеленчука. По дороге к Специальной астрофизической обсерватории РАН

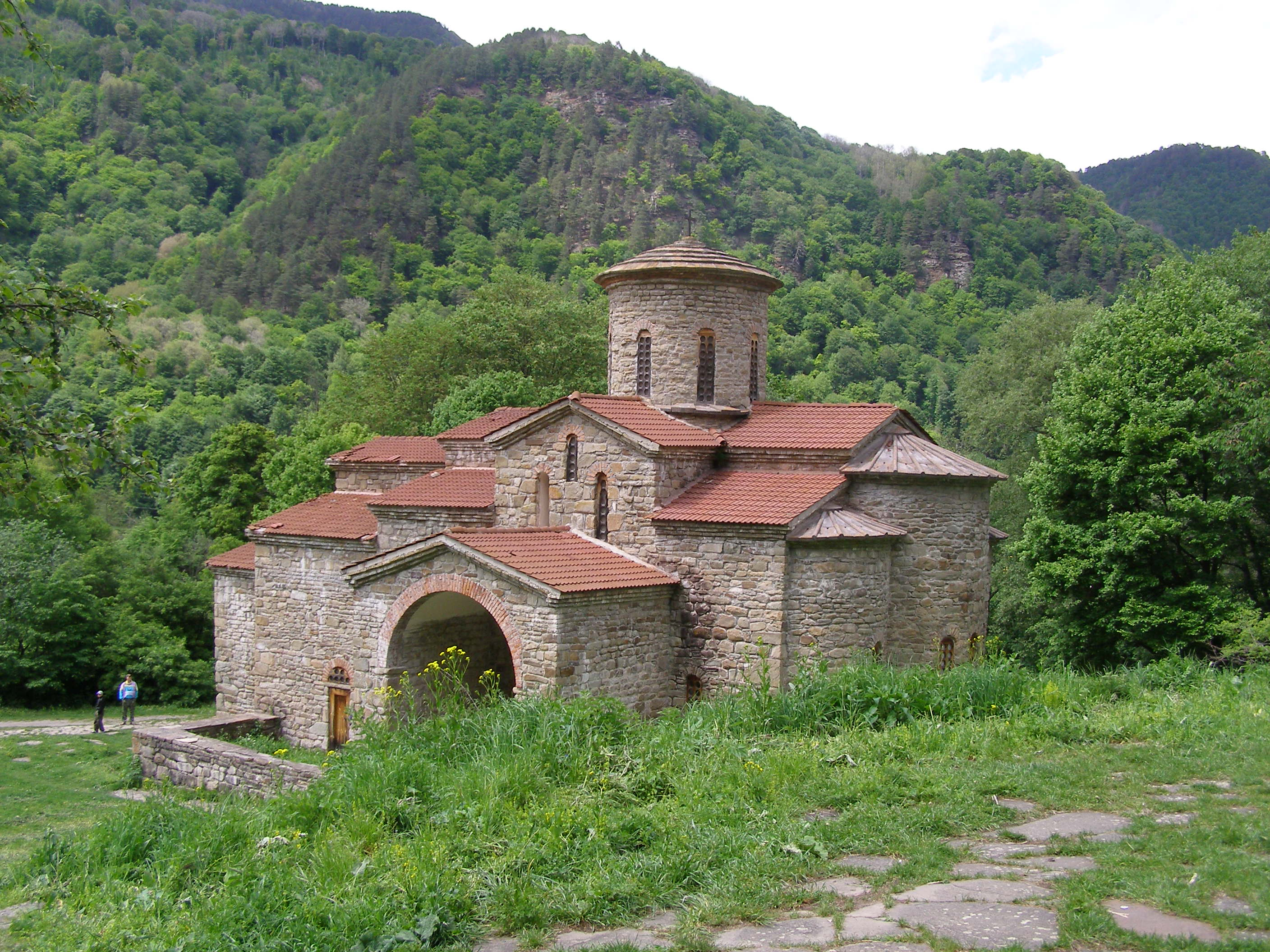
Северный Зеленчукский храм

В Зеленчукском районе 17 сельских населённых пунктов.
| №  | Населённый пункт   | Тип     | Население | Сельское поселение |
| -- | ------------------ | ------- | --------- | ------------------ |
| 1  | Архыз              | село    | ↗849      | Архызское          |
| 2  | Даусуз             | село    | ↗1512     | Даусузское         |
| 3  | Зеленчукская       | станица | ↗20 009   | Зеленчукское       |
| 4  | Ильич              | аул     | ↗621      | Сторожевское       |
| 5  | Исправная          | станица | ↗4429     | Исправненское      |
| 6  | Кардоникская       | станица | ↘7586     | Кардоникское       |
| 7  | Кобу-Баши          | аул     | ↘470      | Сторожевское       |
| 8  | Кызыл-Октябрь      | аул     | ↗3725     | Кызыл-Октябрьское  |
| 9  | Лесо-Кяфарь        | хутор   | ↘38       | Зеленчукское       |
| 10 | Маруха             | село    | ↗2247     | Марухское          |
| 11 | Нижний Архыз       | посёлок | ↗549      | Архызское          |
| 12 | Нижняя Ермоловка   | село    | ↘365      | Даусузское         |
| 13 | Ново-Исправненский | хутор   | ↘421      | Исправненское      |
| 14 | Сторожевая         | станица | ↗10 315   | Сторожевское       |
| 15 | Фроловский         | хутор   | ↗199      | Исправненское      |
| 16 | Хасаут-Греческое   | село    | ↗627      | Хасаут-Греческое   |
| 17 | Хуса-Кардоник      | село    | ↘278      | Даусузское         |

## Органы местного самоуправления
Структуру органов местного самоуправления муниципального образования составляют:
1. Совет Зеленчукского муниципального района — выборный представительный орган района;
2. Администрация Зеленчукского муниципального района — исполнительно-распорядительный орган района;
3. Глава Зеленчукского муниципального района — высшее должностное лицо района, исполняет полномочия Председателя совета района;
4. Ревизионная комиссия Зеленчукского муниципального района — контрольный орган района.

Глава районной администрации
- Науменко Алексей Николаевич (с 22 января 2019 года)

Глава района, Председатель районного совета
- Ижаев Ханафий Алисаевич (с 19 июня 2009 года)

Адрес администрации Зеленчукского муниципального района: станица Зеленчукская, ул. Ленина, д. 81.

## Экономика
В 2010 году в целях создания туристического кластера в сформированном в том же году Северо-Кавказском федеральном округе на территории Зеленчукского района КЧР постановлением Правительства РФ была образована особая экономическая зона туристско-рекреационного типа. Для управление ОЭЗ в рамках туристического кластера в СКФО было создано ОАО «Курорты Северного Кавказа».
В 2011 году территория туристско-рекреационной зоны в Карачаево-Черкесии была увеличена за счёт Урупского района. В 2013 году на территории особой экономической зоны был запущен всесезонный туристско-рекреационный комплекс — горнолыжный курорт «Архыз», концепция которого предполагает создание системы туристических деревень, горнолыжных склонов и канатных дорог в долинах рек Архыз и Пхия. По итогам 2016 года ОЭЗ в Карачаево-Черкесии признана одной из самых эффективных в стране. С первого туристического сезона 2013—2014 годов число туристов, посетивших курорт «Архыз», возросло до 200 тысяч человек.

## Археология
- Наскальные рисунки в ущелье Сутул.
- Около станицы Преградной находится Треугольная пещера которая, была заселена от 600 до 250 тыс. лет назад, она является одной из древнейших пещерных стоянок раннего палеолита в Восточной Европе. В Треугольной пещере исследователями было выделено четыре культурно-хронологических комплекса. Среди орудий древнего человека исследователями были выделены чопперы, протобифасы, комбинированные орудия и другие формы. Своеобразие животного мира в период межледниковья ок. 600 тыс.л.н. позволило  Г. Ф. Барышникову выделить по материалам Треугольной пещеры новый, урупский, комплекс фауны млекопитающих Северного Кавказа. Этот комплекс включает пещерного медведя Денингера, мосбахского волка, пятнистую гиену, льва, мелкую лошадь, носорога, бизона Шетензака и других животных [49].
- На плато Баранаха обнаружена стоянка открытого типа Баранаха-4. Стоянка находится недалеко от истоков ручья в Мокрой балке, по ее левому борту. Это одна из самых высокогорных стоянок палеолита на Северном Кавказе (абсолютная высота над уровнем моря - 1477 м). В мустьерском слое возрастом более 60 тыс.л.н. изучена стоянка неандертальцев, где велось активное расщепление каменного сырья (кремня) [50][51].  Неандертальцы стоянки Баранаха-4 охотились на крупных копытных животных, прежде всего - на бизонов. Отложения мустьерского времени изучались также в пещере Киспап.
- Древнейшие стоянки человека современного вида обнаружены и исследованы в верхнем слое стоянки Баранаха-4 (слой эпипалеолита[50]), на местонахождении Баранаха-1.

## Побратимские связи
- Тарумовский район, Дагестан, Россия[52].

## Комментарии
1. ↑  Только указавшие национальность. Число не указавших национальную принадлежность по району — 387 человек. Процент рассчитан от числа указавших национальность, а не от общей численности населения района.